# Poitrasia
Poitrasia är ett släkte av svampar. Poitrasia ingår i familjen Choanephoraceae, ordningen Mucorales, divisionen oksvampar och riket svampar.
|           | Gilbertella                           |
|           |                                       |
|           | Choanephora                           |
|           |                                       |
|           | Blakeslea                             |
|           |                                       |
| Poitrasia | \| \| Poitrasia circinans \| \| \| \| |
|           | \| \| Poitrasia circinans \| \| \| \| |
|           | Poitrasia circinans                   |
|           |                                       |

|  | Poitrasia circinans |
|  |                     |